# Xavier Jeudon
 (juillet 2012).
Xavier Jeudon est un vidéaste et critique français, né le 23 mai 1977 à Dourdan (Essonne).

## Biographie
Après des études d'histoire de l'art à Paris I, il se forme au montage au BTS de Bayonne puis à l'histoire du cinéma à Paris I et à la psychologie à Paris VII. Élève de Nicole Brenez et Pascal Convert.
En 2002, entre les deux tours des élections présidentielles, il cofonde les Ecrans Citoyens à l'Institut d'art et d'archéologie, association dont René Vautier sera le président d'honneur. Avec les Ecrans Citoyens, Xavier Jeudon rencontre, autour de cycles thématiques, des réalisateurs tels Jean-Luc Godard, Peter Watkins, Bruno Muel, Jacqueline Veuve, Luc de Heusch, Serge Roullet, Arlette Girardot, Nikos Papatakis, Hormuz Kéy, Raoul Peck et croise leurs regards avec celui d'intervenants issus des sciences humaines telle Élisabeth Roudinesco, Christine Delphy, de la littérature tels Henri Alleg, Sylvie Le Bon de Beauvoir,  Benoîte Groult ou d'artistes aussi variés que la Compagnie Jolie Môme ou la scénariste Patricia Losey.
Il participe à des recherches en pédopsychiatrie à l'Hôpital Necker-Enfants malades et à des ateliers vidéo auprès de patients psychotiques. Il est aussi associé aux travaux de différentes structures telles le COPES, l'ARIP, la CIPPA notamment avec Bernard Golse et Sylvain Missonnier.
Critique et historien du cinéma, son domaine de prédilection est le cinéma forain américain auquel il applique un discours mêlant psychanalyse et histoire du cinéma.
Il est membre d'Artistes et Associés, une association pour filmer l'art et constituer des archives sur les artistes vivants avec Pascal Convert et Georges Didi-Huberman.
Xavier Jeudon a également une activité d'enseignant en cinéma.

## Filmographie

### Réalisateur
- NIME06 at IRCAM (2006) films sur les New Interfaces for Musical Expression pour l'IRCAM
- Cinéma & Politique, la rencontre Jean-Luc Godard / René Vautier (2009)
- Free to Move, Free to Be (2009)
- Free to Move, Free to Grow (2014)
- Un chœur dans mon quartier (2015)
- Rencontre avec Antonio Seguí (2015)
- Sara, une narrativité collégiale (2016)
- L'épate & nous (2017)
- NAC, Nouveaux Animaux de Compagnie ? (2018)
- NAC, se former, s'informer (2018)

### Autres
- Les coquelicots sont revenus de Richard Bohringer (décorateur) (1999)
- La plage noire de Michel Piccoli (assistant monteur) (2001)
- L’île Nue de Silvano Castano (assistant monteur) (2002) film sur l'île de Goli Otok
- Tout est fini pour moi de ce qui meurt, Paul Claudel et La cantate à trois voix de Michel Itty (cadreur et monteur) (2012) film sur la vie et l'œuvre de Paul Claudel
- Surface de réparation de Michel Itty (monteur) (2015) film expérimental sur la Première Guerre Mondiale

## Articles
- "Le tabou des origines foraines" in Positif n° 587 (janvier 2010), p.89-91
- "Continue à faire le clown" in Nonfiction.fr
- "Le funambule et le parergon" in M@gm@, revue internationale de sciences humaines et sociales vol.13 (août 2015)
- "Fils de Freaks" in Peeping Tom, cinéma de genre et francs-tireurs n°9 (janvier 2016)
- "Sans les mains, pas de bras, pas de cinéma" in Peeping Tom, cinéma de genre et francs-tireurs n°10 (mars 2017)
- "Developmental Trajectories of Hand Movements in Typical Infants and Those at Risk of Developmental Disorders: An Observational Study of Kinematics during the First Year of Life" in Frontiers in psychology (28 février 2018)

## Émission de radio
- "La nuit comme si" de Sylvie La Rocca sur France Inter, émission sur la figure du clown